# Hylesia indurata
Hylesia indurata är en fjärilsart som beskrevs av Dyar 1912. Hylesia indurata ingår i släktet Hylesia och familjen påfågelsspinnare. Inga underarter finns listade i Catalogue of Life.